# Fumetti di X-Files
Fumetti ispirati alla serie televisiva X-Files sono stati, nel corso degli anni, pubblicati dalla Topps Comics, dalla WildStorm Comics e dalla IDW Publishing. Un fumetto speciale basato sulla serie spin-off The Lone Gunmen venne realizzato dalla Dark Horse Comics.

## Elenco

### Topps Comics
- Not to be Opened Until X-Mas
- The Dismemberance of Things Past
- A Little Dream of Me/The Return
- Firebird Part One: Khobka's Lament
- Firebird Part Two: Crescit Eundo
- Firebird Part Three: A Brief Authority
- Trepanning Opera
- Silent Cities of the Mind Part One
- Silent Cities of the Mind Part Two
- Feelings of Unreality Part One: Wheels Within Wheels
- Feelings of Unreality Part Two: The Ancient of Days
- Feelings of Unreality Part Three: Nightmare of History
- One Player Only
- Falling
- Home of the Brave Part One: The New World
- Home of the Brave Part Two: A Question of Ownership
- Thin Air
- Night Lights Part One
- Night Lights Part Two
- Family Portrait Part One: Gallery
- Family Portrait Part Two: The Camera Eye
- The Kanashibari
- Donor
- Silver Lining
- Be Prepared Part One
- Be Prepared Part Two
- Remote Control Part One
- Remote Control Part Two
- Remote Control Part Three
- Surrounded Part One
- Surrounded Part Two
- Crop Duster
- Soma
- Skybuster
- N.D.E. Part One
- N.D.E.:Part Two
- The Face of Extinction
- Cam Ranh Bay
- Scum of the Earth
- Devil's Advocate
- Severed